# Dendropsophus sartori
La rana arbórea de Taylor (Dendropsophus sartori) es una especie de anfibios de la familia Hylidae. Es endémica de México.
Sus hábitats naturales incluyen bosques tropicales o subtropicales secos, montanos secos y marismas intermitentes de agua dulce. Está amenazada de extinción por la destrucción de su hábitat natural.